# 二人の世界 (1966年の映画)
『二人の世界』（ふたりのせかい）は、1966年に日活によって制作、公開された日本映画。松尾昭典監督、石原裕次郎主演のムードアクション映画である。同名の主題歌「二人の世界」（1965年）もヒットした。

## 出演者
- 北条修一：石原裕次郎
- 戸川玲子：浅丘ルリ子
- 川瀬：二谷英明
- 高梨：富田仲次郎
- 運転手：野呂圭介
- 小谷：深江章喜
- 三宅：浜村純
- 古田：大滝秀治
- 藤枝：木島一郎
- 古田の元妻：若原初子
- 浅野：木浦佑三
- 仁村：柳瀬志郎
- 村井：青木富夫
- 新聞記者A：長弘
- 高梨組子分A：倉田栄三
- 新聞記者B：小柴隆
- 朴：榎木兵衛
- 松崎照子：中川一二三
- 居酒屋女将：三船好重
- 高梨組子分B：田畑善彦
- 高梨組子分C：中平哲仟
- 高梨組子分D：立川博
- 高梨組子分E：岩手征四郎
- 松丘清司
- 山口吉弘
- 孝：嶋計昭
- 高梨組子分F：有村道宏
- 高梨組子分G：溝口拳
- トルコ嬢：北出桂子
- トルコ嬢：谷木洋子
- トルコ嬢：森みどり
- チコ：太田慶子
- 関根：山形勲
- 土屋刑事：大坂志郎（特別出演）

- 以下ノンクレジット
- 藤枝の配下：大庭喜儀、今村弘
- 銀星タクシー運転手：石火矢哲郎、守屋徹、水川国也
- 長崎警察署刑事：緑川宏、土田義雄
- 長崎警察署刑事・場末の居酒屋の客：久遠利三
- 記者：東郷秀美、織田俊彦
- トルコ関係者：矢藤昌宏
- トルコ嬢：林浩子、中庸子、若葉めぐみ、宮沢尚子
- バーカウンターのマダム：加納千嘉
- バーカウンターのバーテン：浜口竜哉
- バーのマネージャー：露木譲
- 場末の中華蕎麦屋の客：二階堂郁夫、水城英子、園田健夫
- 場末のおでん屋の客：高橋明、小野武雄
- 場末のおでん屋のそばの路地の女：深町真喜子
- 場末のバーのマダム：須田喜久代
- 場末のバーの客：藤井昭雄、水木京二
- 場末のバーのホステス：大塚トミエ
- 場末のバーの入り口の男：熱海弘到
- 場末のバーの入り口のホステス：本間節子
- 場末の焼鳥屋の女将：高田栄子
- 場末の焼鳥屋の客：小林亘、山岡正義
- 場末の居酒屋の客：近江大介、河瀬正敏
- バーの客：新津邦夫
- バーの歌手の一人：藤田功

## スタッフ
- 企画 : 水の江滝子
- 監督 : 松尾昭典
- 脚本 : 小川英、松尾昭典
- 音楽 : 嵐野英彦
- 撮影 : 岩佐一泉
- 美術 : 中村公彦
- 編集 : 井上親彌
- 録音 : 神保小四郎
- 照明 : 藤林甲
- 助監督 : 千野皓司
- 製作主任 : 杉山暢孝
- 技斗：渡井嘉久雄

## 主題歌
- 二人の世界

作詞：池田充男
作曲：鶴岡雅義
唄：石原裕次郎（テイチクレコード）

## 併映作品
- 『大空に乾杯』: 斎藤武市監督